# 執委山脈

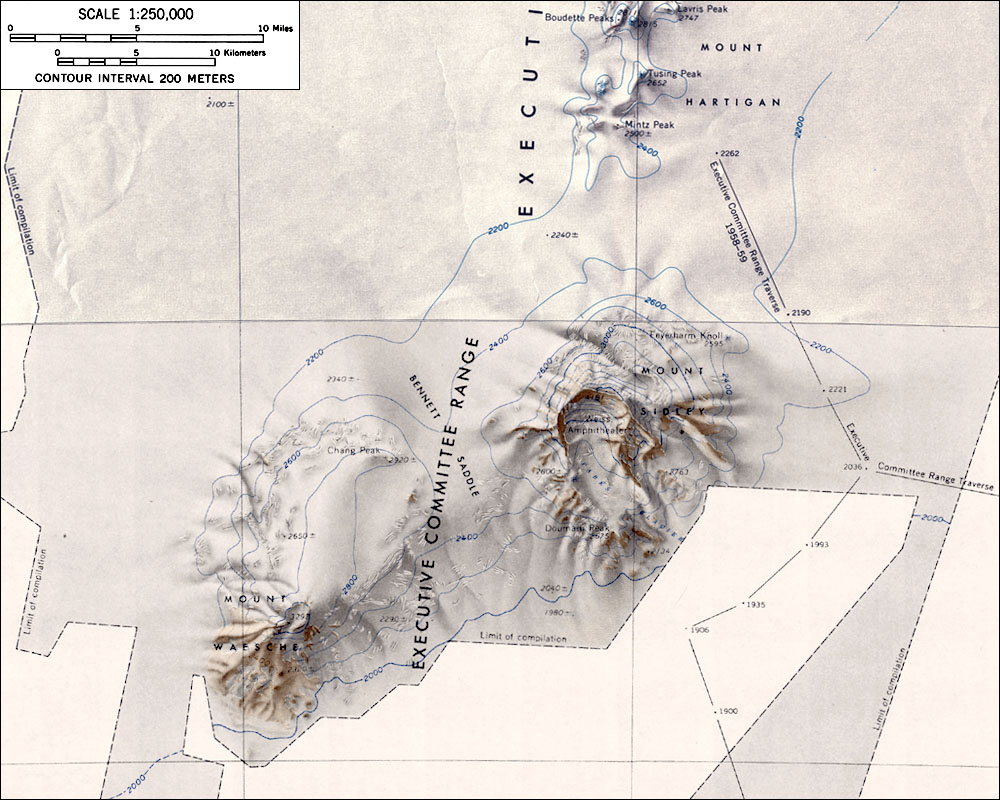
執委山脈地圖

執委山脈（英語：Executive Committee Range）是一個位於南极洲的山脈，從南到北全長80公里，於1940年12月15日被美國探險隊發現。

## 概述
執委山脈是一個位於南极洲玛丽伯德地的山脈。此山脈主要由五個火山組成，最高點海拔高度4,285米，南北延伸80 km（50 mi），貼近西經126度線。
美國南極服務隊於1940年12月15日在空中發現此山脈，並以南極服務執行委員會命名之。部份個別山峰（如漢普頓山、維希山等）是以南極服務執行委員會成員命名。可是，其中的盛德山因早在1934年已被發現，所以他們以當時的發現者海軍少將理查德·E·伯德命名之。美國地質調查局於1958年至1960年期間繪製了整個執委山脈地圖。

## 山峰

### 盛德山

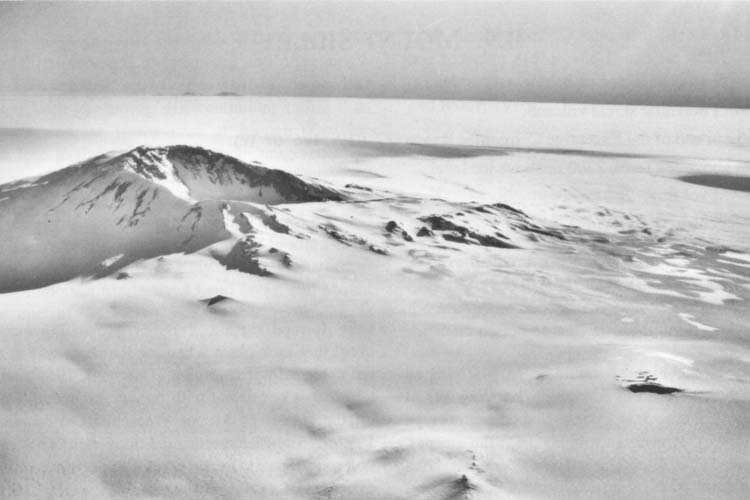
盛德山

盛德山（77°01′S 126°04′W / 77.02°S 126.06°W）是南極洲最高的火山，其頂峰海拔為4,181—4,285（13,717—14,058英尺）。盛德山是一個巨大的，為雪所覆蓋的盾狀火山。盛德山是執委山脈中最高的山峰，其火山口闊5公里。此山是以海軍少將理查德·E·伯德命名。

### 維希山
維希山（77°06′S 126°32′W / 77.10°S 126.54°W）是一個巨大的火山，位於盛德山的西南方，並且是執委山脈的南方盡頭。大部份維希山皆為雪所覆蓋，除了南部與西南部斜坡有岩石突出。 此山是以少將羅素·R·維希命名。

### 漢普頓山

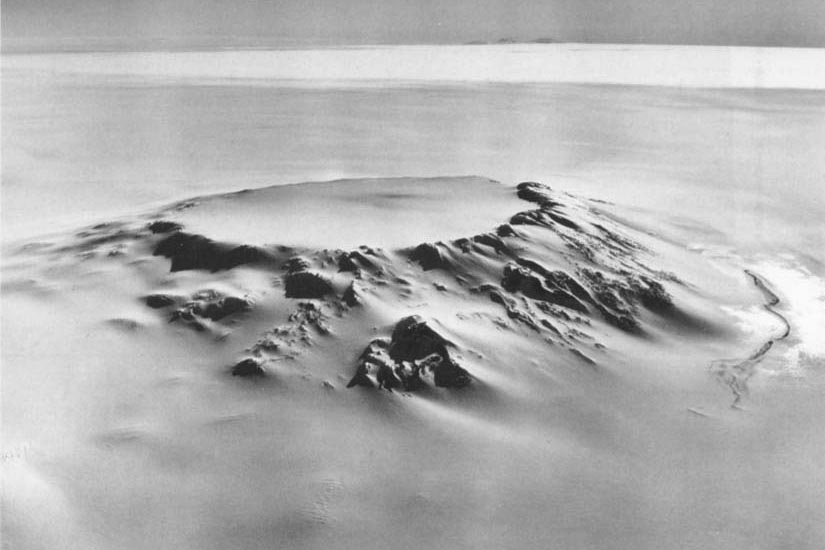
漢普頓山

漢普頓山（76°17′S 125°29′W / 76.29°S 125.48°W）是一個盾狀火山，位於盛德山的東北方，其火山口皆為冰所覆蓋。漢普頓山是執委山脈的北方盡頭。此山是以南極服務執委成員露絲·漢普頓命名。

### 卡明山
卡明山（76°40′S 125°48′W / 76.667°S 125.800°W）是一個矮小，為雪所覆蓋的火山，其火山口皆為冰所覆蓋。卡明山位於漢普頓山和哈蒂根山之間。此山是以南極服務執委成員小休·卡明命名。

### 哈蒂根山
哈蒂根山（76°52′S 126°00′W / 76.867°S 126.000°W）是一個扁平，為雪所覆蓋的火山。哈蒂根山位於盛德山北方。此山是以海軍少將查爾斯·C·哈蒂根命名。

### 勒·沃克斯峰
勒·沃克斯峰（76°40′S 125°43′W / 76.667°S 125.717°W）是一個位於卡明山旁邊的小山峰。此山是由南極名稱諮詢委員會以極光物理學家霍華德·A·勒·沃克斯命名。